# 비비언 카돈
비비언 카돈(Vivien Cardone, 1993년 4월 14일 ~ )는 미국의 배우, 텔레비전 배우, 영화배우이다.

## 방송
- 에버우드 시즌2

## 영화
- 올 로드 리드 홈 (2008년)
- 에버우드 (2002년) - 델리아 브라운 역
- 뷰티풀 마인드 (2001년)